# Tehuipango
Tehuipango är en kommun i Mexiko.   Den ligger i delstaten Veracruz, i den sydöstra delen av landet, 240 km öster om huvudstaden Mexico City.
Följande samhällen finns i Tehuipango:
- Xopilapa
- Tepecuitlapa
- Zacatlaixco
- Opotzinga
- Xiujtempa
- Ojo de Agua
- Tepeica
- Apipitzactitla
- Loma Bonita
- Xonacayojca
- Totutla
- Cuauyolotitla
- Xaltepec
- Tlalixtlahuac
- Tlalchichicaspa
- Tlajcoltepec
- Tlalcospa
- Tepepa
- Tlalchichilco
- Ticoma
- Barrio Guerrero
- La Joya
- Santa Cruz Atitla
- Chiapa
- Loma de los Pinos
- Tilica
- Cimarrontla
- Terrero
- Zacatecoxco
- Tonalapa
- Tepetlampa
- Tolapa
- Morelos
- Ocotelica
- Ocotempa
- Loma Chica
- Tlachicolatempa
- Tuxpango
- Lomatipa
- Tlaquexpa
- Tepetzala